# Aspalathus rycroftii
Aspalathus rycroftii är en ärtväxtart som beskrevs av Rolf Martin Theodor Dahlgren. Aspalathus rycroftii ingår i släktet Aspalathus och familjen ärtväxter. Inga underarter finns listade i Catalogue of Life.